# Брітта Белер
Брітта Бьолер (нар. 17 липня 1960 р., Фрайбург-ім-Брайсгау, Західна Німеччина) — нідерландська юристка з міжнародного права та прав людини, колишній член сенату Нідерландів від Партії Зелених лівих. Вона народилася в Західній Німеччині і стала громадянкою Нідерландів, щоб балотуватися на політичну посаду.

## Раннє життя, освіта та академічні кола
Бьолер народилася у Фрайбурзі, Західна Німеччина. Її батько був фінансовим директором у видавництві, а мати — державною службовицею. Обидва її батьки були членами Соціал-демократичної партії Німеччини.
Після відвідування державної гімназії та ґімназії Гете в 1979 році Бьолер почала вивчати право та філософію  в Університеті Альберта-Людвіга у Фрайбурзі. Вона обрала юриспруденцію, бо це дозволить їй бути гнучкою у Німеччині сімдесятих. У період з 1979 по 1980 роки вона також вивчала економіку, а між 1980 і 1982 роками – політологію. У 1984 році вона закінчила юридичну освіту за спеціальністю кримінальне право. Під час навчання вона прихильно ставилася до народу Палестини та марксизму. З 2012 по 2017 рік Бьолер була професоркою Амстердамського університету. У квітні 2019 року вона отримала посаду професора права та етики в Маастрихтському університеті.

## Юристка
У 1985 році Бьолер стала юристкою у Мюнхені. Вона також була референдкою (тип юриста в адвокатському бюро) та кандидатом юридичних наук. У 1989 році вона стала юристкою в юридичній фірмі Peat Marwick у Франкфурті-на-Майні, працюючи переважно у сфері корпоративного права. У 1991 році вона переїхала до Амстердама, де працювала в Loeff Claeys Verbeke (нині Loyens & Loeff). У 1992 році Белер отримала ступінь доктора права в Університеті Альберта-Людвіга: написавши дисертацію про філософа права Герхарта Гуссерля: Leben und Werk (Життя і творчість).
У 1994 році вона працювала спостерігачкою на загальних виборах у Південній Африці, перших виборах після ліквідації апартеїду. Південна Африка та її жителі справили сильне враження на Белер і спонукали її політизувати свою юридичну практику. У період з 1994 по 1995 рік вона працювала юристкою у лівій юридичній фірмі Van den Biessen en Prakke. У 1995 році вона стала партнеркою юридичної фірми Böhler Franken Koppe Wijngaarden, яка працює на «межі між політикою та правом», де спеціалізувалася на міжнародному праві та правах людини.
Там вона працювала над кількома політичними справами. Це випадки, в яких, за словами Бьолер, справа «стосується більше, ніж слухання судового розгляду злочину, де мають значення політичний аспект, історія та мотивація клієнта». У 1999 році Бьолер захищала лідера Робітничої партії Курдистану (РПК) Абдуллу Оджалана і була описана турецькою владою як бойовичка РПК і вигнана з Туреччини. З 2002 року вона захищала Фолькерта ван дер Граафа, вбивцю Піма Фортейна, і представляла людей, які не хотіли, щоб Хорхе Зоррегуєта був присутній на одруженні його дочки Максими Зоррегуєти та наслідного принца Віллема-Олександра. У 2005 році вона захищала Саміра Аззуза, члена Hofstadgroep. Бьолер також була юрисконсульткою Аяна Хірсі Алі під час кризи щодо її національності .
За свою роботу Бьолер отримала кілька нагород, зокрема премію Декана як найкраща юристка Амстердаму у 2003 році та премію Клари Віхманн у 2005 році. У 2003 році вона з'явилася в програмі «Zomergasten» у 4-годинному марафонському інтерв'ю.
Окрім роботи в якості юристки, Бьолер також обіймала декілька посад у громадянському суспільстві. З 1994 по 1999 рік вона була секретаркою Грінпіс Нідерландів, з 2002 по 2003 рік була її головою. У період з 1995 по 2003 рік вона була членом ради адвокатів. Зараз вона працює юристом Адвокатів з прав людини Prakken d'Oliveira.

## Член Сенату
У листопаді 2006 року Бьолер оголосила, що хоче балотуватися в сенат як член партії GreenLeft. У 2006 році вона консультувала Соціалістичну партію щодо їх передвиборчої програми. Вона змінила на GreenLeft, тому що «самореалізація та особистість займають центральне місце в їхній програмі і тому, що партія приділяє велику увагу збереженню та захисту принципів правової держави». У лютому 2007 року вона посіла друге місце в списку, поступаючись Тоф Тіссен. Для того, щоб балотуватися на посаду, Бьолер повинна була отримати нідерландське громадянство. У 2007 році була обрана до Сенату.
У Сенаті Бьолер керує проблемами фінансів, оборони, юстиції та сільського господарства. Вона виголосила свою першу промову щодо закону про поліцейські діловодства.
Вона є членом комітетів з питань європейського співробітництва, фінансів, юстиції, сільського господарства, природи та якості харчових продуктів, соціальних питань та зайнятості, оборони, співробітництва з розвитку та житла, просторового планування та навколишнього середовища / житла та інтеграції, а також комітету з питань Ради юстиції та внутрішніх справ, яка наглядає за співробітництвом поліції та судової системи у кримінальних справах Європейського Союзу.

## Публікації
- «Герхарт Гуссерль: Життя і робота» (1992, дисертація).
- «Подорож лідера: за лаштунками Оджалана» (2004).
- «Криза в судовій системі. Резонансні справи, приховані процеси» (2004).

## Зовнішні посилання
- профіль на сайті юридичної фірми Böhler Franken Koppe Wijngaarden
- профіль [Архівовано 13 лютого 2008 у Wayback Machine.] на eerstekamer.nl
- профіль  на GroenLinks.nl
- профіль на novatv.nl
- Zomergasten з Böhler
- профіль [Архівовано 12 лютого 2012 у Wayback Machine.] на parlement.comn